# Вентидий Куман
Вентидий Куман (на латински: Ventidius Cumanus) е римски конник, от 48 до 52 г. управител в Юдея. Идва на мястото на Тиберий Юлий Александър (син).
По времето на неговото управление избухват стъкловения между еврейски групи, особено през 51 г. между евреи и самаритяни. Самаритяните се оплакват от Куман при Гай Умидий Дурмий Квадрат, управителят на Сирия и той им казва да се оплачат на Клавдий. Клавдий намира, че самаритяните са виновни за конфликта. Куман е изпратен в изгнание, а неговият трибун Целер е предаден на евреите, които го измъчват и обезглавяват. Куман е сменен от Марк Антоний Феликс.